# 라이브도어 쇼크
라이브도어 쇼크(일본어: ライブドア・ショック) 란 2006년 1월 16일, 증권거래법 위반 혐의로 인해 도쿄지법 특검부가 라이브도어 (현LDH (LDH) 본사 등이 강제 수사 되면서 이어 1월 17일부터 시작된 〈주식시장 폭락〉사건을 일컫는다.

## 관련 회사

### 라이브도어 계열 회사
- 4753 보관됨 2007-07-07 - 웨이백 머신 - 라이브도어 (현 라이브도어 홀딩스, 2006년 4월 14일 상장폐지)
- 4759 보관됨 2006-05-26 - 웨이백 머신 - 라이브도어 마케팅 (현 미디어 노베이션, 2006년 4월 14일 상장폐지)
- 7602 보관됨 2006-06-22 - 웨이백 머신 - 라이브도어 아웃 (현 카치스 홀딩스)
- 3777 보관됨 2006-04-28 - 웨이백 머신 - 타보리 낙스
- 8901 보관됨 2008-11-09 - 웨이백 머신 - 다이너시티 (2008년 10월 31일 도쿄지방재판소에 민사재생법 수속 신청)
- 9937 보관됨 2008-05-01 - 웨이백 머신 - 세실
- 3746 보관됨 2005-02-15 - 웨이백 머신 - 미디어 엑스 체인지

### 라이즈도어 관련 기업
- 4676 보관됨 2006-09-17 - 웨이백 머신 - 후지 텔레비전
- 4842 보관됨 2006-06-25 - 웨이백 머신 - USEN